# جيوفاني باسكوالي
جيوفاني باسكوالي (بالإيطالية: Giovanni Pasquale)‏ (مواليد 5 يناير 1982 في فيناريا ريالي - إيطاليا) لاعب كرة قدم إيطالي يلعب حاليا لصالح نادي الدرجة الأولى أودينيزي الإيطالي منذ 2008 في مركز قلب الدفاع .

## روابط خارجية
- جيوفاني باسكوالي على موقع الاتحاد الأوربي (الإنجليزية)
- جيوفاني باسكوالي على موقع قاعدة بيانات كرة القدم.إي يو (الإنجليزية)
- جيوفاني باسكوالي على موقع بيانات كرة القدم. دي إي (الألمانية)
- جيوفاني باسكوالي على موقع Soccerway.com (الإنجليزية)
- جيوفاني باسكوالي على موقع عالم كرة القدم.نت (الإنجليزية)
- جيوفاني باسكوالي على موقع كووورة
- جيوفاني باسكوالي على موقع AS.com (الإسبانية)